# 바트주의
바트주의(아랍어: البعثية)는 아랍 민족주의에서 파생된 이데올로기 가운데 하나로서 전위대 역할을 하는 정당이 지도하는 진보주의 성향의 혁명가 정부가 통일된 범아랍주의 국가를 건설하고 발전시키는 이데올로기를 의미한다. 바트는 아랍어로 "부흥", "재건"을 뜻한다. 시리아의 지식인인 자키 알아르수지, 미셸 아플라크, 살라흐 알딘 알비타르에 의해 확립되었다.
바트주의 사회는 아랍의 문화, 가치관, 사회의 부흥과 계몽을 요구하고 있다. 또한 일당제 국가 설립을 지지하며 정치적 다원주의를 거부하고 있다. 바트주의는 아랍 민족주의, 범아랍주의, 아랍 사회주의, 세속주의 이념에 따른 사회적 진보를 기반으로 하고 있다. 바트주의 국가는 사회주의 경제를 다양한 정도로 지원하고 경제적 높이에 따른 공공의 소유를 지지하지만 사유 재산의 몰수는 반대한다. 바트주의의 사회주의는 국가사회주의, 경제적 평등이 아닌 근대화를 지향한다. 바트주의자 진영에서는 사회주의가 자유롭고 단결된 아랍 사회를 발전시킬 수 있는 유일한 방법이라고 믿고 있다.
바트주의 국가였던 이라크와 시리아는 권위주의적 통치를 통해 자신들의 이데올로기에 대한 비판을 거부했다. 이라크와 시리아에서 발전된 바트주의는 아플라크와 알비타르의 바트주의와는 다른 성격을 띠고 있기 때문에 이들의 정치 체제를 "신(新)바트주의"라고 부르기도 한다. 예를 들어 집권 중인 바트당은 실제로 아랍 세계를 통일하는 정책을 추구하거나 추구하지 않고 있다.

## 같이 보기
- 아랍 사회주의
- 바트당